# Baron Trevethin

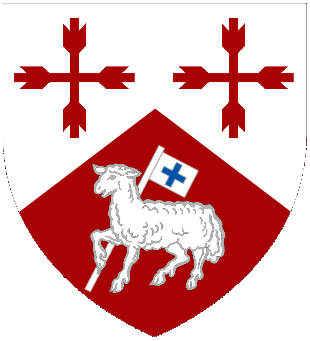
Wappen der Barone Trevethin

Baron Trevethin, of Blaengawney in the County of Monmouth, ist ein erblicher britischer Adelstitel in der Peerage of the United Kingdom.
Der Titel ist nach der Ortschaft Trevethin, einem Vorort von Pontypool in Wales benannt.

## Verleihung und weitere Titel
Der Titel wurde am 24. August 1921 für den Richter Sir Alfred Lawrence geschaffen. Dieser war 1921 bis 1922 Lord Chief Justice of England.
Als dessen älterer Sohn, der 2. Baron, am 25. Juni 1959 kinderlos starb, fiel der Titel an dessen jüngeren Bruder Geoffrey Lawrence, 1. Baron Oaksey. Dieser war ebenfalls ein bekannter Jurist und war 1945 bis 1946 Vorsitzender Richter im Nürnberger Prozess gegen die Hauptkriegsverbrecher. Nach dem Abschluss des Verfahrens war ihm bereits 1947 der Titel Baron Oaksey verliehen worden. Die beiden Baronien sind seit 1959 vereinigt. Der Baron nutzte jedoch entgegen den allgemeinen Regeln nicht den älteren Titel, sondern nannte sich weiterhin Baron Oaksey. Sein Sohn verfuhr entsprechend.

## Liste der Barone Trevethin (1921)
- Alfred Lawrence, 1. Baron Trevethin (1843–1936)
- Charles Lawrence, 2. Baron Trevethin (1879–1959)
- Geoffrey Lawrence, 3. Baron Trevethin, 1. Baron Oaksey (1880–1971)
- John Lawrence, 4. Baron Trevethin, 2. Baron Oaksey (1929–2012)
- Patrick Lawrence, 5. Baron Trevethin, 3. Baron Oaksey (* 1960)

Titelerbe (Heir apparent) ist der Sohn des aktuellen Titelinhabers, Hon. Oliver Lawrence (* 1990).